# Gino Pancino
Gino Pancino (San Giorgio della Richinvelda, 11 aprile 1943) è un ex ciclista su strada e pistard italiano dilettante. Fu campione del mondo nell'inseguimento a squadre su pista nel 1966 a Francoforte e medaglia di bronzo nella stessa specialità ai Giochi di Città del Messico 1968.

## Carriera
Cresciuto nel Club ciclistico Stefanutti e nel Gruppo sportivo Portoflex di San Vito al Tagliamento (Pn) iniziò a gareggiare nel 1959 nella categoria esordienti ed ottenne quattro vittorie fra strada e pista. Passò allievo nel 1960 e vinse nove gare, fra cui il titolo regionale a cronometro. Ancora sei successi nel 1961 e 1962, sempre da allievo, quindi fu dilettante nel 1963 con tre successi e diversi piazzamenti. Nel 1965 ottenne cinque vittorie.
Nel 1966 fu in finale nel campionato italiano a squadre e venne selezionato per i mondiali, in cui vinse il titolo dell'inseguimento a squadre con Roncaglia, Chemello e Castello battendo in finale la Germania con il tempo di 4'30"51. Lo stesso anno fu campione regionale di ciclocross e partecipò alla preolimpica in Messico. Fu il primo friulano non professionista a fregiarsi di un titolo mondiale.
Nel 1967 fu secondo ai campionati del mondo nell'inseguimento a squadre ad Amsterdam, quindi secondo ai campionati italiani ed anche alla preolimpica su strada a Città del Messico e campione regionale dell'inseguimento individuale.
Nel 1968 ai Giochi della XIX Olimpiade fece parte della squadra che, sempre nell'inseguimento a squadre, conquistò la medaglia di bronzo. Nel 1969 fu campione italiano nella 100 km a squadre con la "Ciclisti Padovani" e campione italiano a squadre di inseguimento con il Veneto, con Savi, Bazzan e Morbiatto. Sempre nell'anno ottenne otto vittorie e partecipò ai mondiali di Brno in Cecoslovacchia.

## Palmarès

### Strada
- 1968

Vicenza-Bionde

### Pista
- 1966

Campionati del mondo, Inseguimento a squadre

## Piazzamenti

### Competizioni mondiali
- Campionati del mondo

Francoforte 1966 - Inseguimento a squadre: vincitore
Amsterdam 1967 - Inseguimento a squadre: 2º
- Giochi olimpici

Città del Messico 1968 - Inseguimento a squadre: 3º

## Onorificenze
Collare d'oro al merito sportivo,
- C.O.N.I., Milano 12 ottobre 2021